# Lebedew-Prozess
Der Lebedew-Prozess ist ein von Sergei Wassiljewitsch Lebedew entwickelter und 1930 in England und Frankreich patentierter Prozess zur Herstellung von 1,3-Butadien durch Dehydrodimerisierung von Ethanol.
Als Katalysatoren dienen reine oder gemischte Metalloxide wie MgO-SiO2 oder Al2O3-SiO2. Die  Oxide von Aluminium, Magnesium, Eisen oder Zirkonium können zum Beispiel durch Fällungsreaktion, etwa durch Zugabe von Ammoniak oder Ammoniumcarbonat zu einer Lösung des entsprechenden Nitrats, erhalten werden. Nach Formgebung und Calzinierung weisen diese eine gute katalytische Aktivität auf. Der Prozess wird bei Temperaturen um 380 bis 500 °C durchgeführt. 
Die Dehydrierung des Ethanols zum Acetaldehyd gilt als erster Schritt des Reaktionsmechanismus.
{\displaystyle \mathrm {C_{2}H_{5}OH\to \ CH_{3}CHO+H_{2}} }
Das Acetaldehyd dimerisiert dann zum Crotonaldehyd unter Freisetzung von Wasser:
{\displaystyle \mathrm {2\ CH_{3}CHO\to CH_{3}CHCHCHO+H_{2}O} }
Ethanol reagiert dann mit dem Crotonaldehyd unter Bildung von 1,3-Butadien, Acetaldehyd und Wasser. 
{\displaystyle \mathrm {C_{2}H_{5}OH+CH_{3}CHCHCHO\to CH_{2}CHCHCH_{2}+CH_{3}CHO+H_{2}O} }
Der Prozess hat zurzeit keine großtechnische Bedeutung.